# دومينيك غروس
دومينيك غروس (بالألمانية: Dominik Groß)‏ هو مؤرخ ألماني، ولد في 28 سبتمبر 1964 في زانكت فندل في ألمانيا.